# Padasuka (Ciomas)
Padasuka is een bestuurslaag in het regentschap Bogor van de provincie West-Java, Indonesië. Padasuka telt 19.156 inwoners (volkstelling 2010).